# Cueta virgata
Cueta virgata är en insektsart som först beskrevs av Klug in Ehrenberg 1834.  Cueta virgata ingår i släktet Cueta och familjen myrlejonsländor. Inga underarter finns listade i Catalogue of Life.